# GJ 440
GJ 440 (Глизе 440) — звезда (белый карлик) в созвездии Мухи. Находится на расстоянии 15 световых лет от Солнца.

## Характеристики
Несмотря на близость к Земле, звезда не видна невооружённым глазом, её визуальная звёздная величина составляет 11,5m. GJ 440  является четвёртым ближайшим к Солнцу белым карликом и вторым по удалённости одиночным белым карликом (после звезды Ван Маанена). Являясь белым карликом спектрального класса DQ6, звезда содержит в спектре линии углерода. Температура поверхности — 8 500 K.
Масса GJ 440 составляет 75 % от солнечной. GJ 440, вероятно, является остатком массивной звезды главной последовательности массой 4,4 массы Солнца, спектрального класса B4-B9.
Попытка обнаружить у звезды орбитальные спутники, проведённая с помощью космического телескопа Хаббла, успехом не увенчалась.
Возможно, GJ 440 является членом группы звёзд Вольф 219 (Wolf 219), которая состоит из семи членов. Эти звезды имеют аналогичные движения в пространстве, что может указывать на общее происхождение. Группа движется в пространстве по эксцентрической орбите, со скоростью до 160 км/с.